# 壕北滩遗址及墓群
壕北滩遗址及墓群，位于中国甘肃省山丹县，为一个省级文物保护单位，类型为古遗址。
壕北滩遗址及墓群的历史年代为青铜时代、汉。